# Robert Laing Noble
Robert Laing Noble (* 3. Februar 1910 in Toronto; † 11. Dezember 1990) war ein kanadischer Arzt, der an der Entdeckung von Vinblastin beteiligt war.
Er studierte an der University of Toronto, von der er 1934 seinen Abschluss erhielt, und promovierte 1937 an der Universität London in England. Danach kehrte er nach Kanada zurück und forschte von 1947 an in Ontaria an der University of Western Ontario.
1952 untersuchte er Blätter des Madagaskar-Immergrüns auf ihre Wirksamkeit gegen Diabetes mellitus. Dabei machte seine Mitarbeiterin Halina Robinson die überraschende Entdeckung, dass die Pflanzenextrakte die Produktion weißer Blutkörperchen in Ratten verhinderten und somit ein potentielles Anti-Krebs-Medikament darstellten. Zusammen mit dem Charles Beer und Harold Warwick wurde der Wirkstoff Vinblastin isoliert und getestet.

## Ehrungen
1984 erhielt Noble den Gairdner Foundation International Award, und er wurde 1997 in die Canadian Medical Hall of Fame aufgenommen. Der Robert L. Noble Prize ist nach ihm benannt und wird jährlich von dem National Cancer Institute of Canada an Forscher auf dem Gebiet der Krebsforschung vergeben. Der Preis ist mit 2.000 kanadischen Dollar für den Forscher und zusätzlichen 20.000 Dollar für dessen weitere Forschung dotiert.